# Antiochus IV của Commagene
Gaius Julius Antiochus IV Epiphanes (tiếng Hy Lạp cổ đại: Γάιος Ἰούλιος Ἀντίοχος ὀ Ἐπιφανής, trước năm 17 CN - 72 CN) trị vì từ năm 38-72 CN và là một vị vua chư hầu của đế quốc La Mã. Ông cũng còn là vị vua cuối cùng của Commagene.

## Cuộc đời
Antiochus là một hoàng tử và con trai của vua Antiochus III xứ Commagene và mẹ ông là nữ hoàng Iotapa của Commagene. Cha mẹ của Antiochus IV là hai anh em ruột với nhau. Bản thân Antiochus cũng sẽ kết hôn với người em gái Iotapa của ông. Antiochus mang trong mình dòng máu Armenia, Hy Lạp và Media. Thông qua tổ tiên của mình từ Commagene, nữ hoàng Laodice VII Thea, mẹ của vua Antiochus I Theos của Commagene, ông là một hậu duệ trực tiếp của vương quốc Seleukos.
Antiochus dường như đã còn rất trẻ tuổi vào năm 17 CN khi mà cha ông qua đời. Hoàng đế La Mã Tiberius đã đồng ý với các công dân của Commagene là sẽ sáp nhập vương quốc của họ vào tỉnh Syria của La Mã. Từ năm 17 đến năm 38 CN, Antiochus dường như đã trở thành công dân La Mã. Ông đã sống và lớn lên ở Roma cùng với em gái mình.
Trong năm 38, Antiochus đã được nhận lại vương quốc của mình từ người cháu nội của Antonia, hoàng đế La Mã Caligula. Ngoài ra, hoàng đế đã còn mở rộng thêm vùng đất của Antiochus "với một phần của Cilicia giáp với bờ biển". Caligula cũng đã giao lại cho ông toàn bộ số tiền thuế của Commagene trong hai mươi năm khi nó từng là một tỉnh của La Mã  Những lý do cho việc một vị vua chư hầu lại được ban cho nhiều đến như vậy thì chưa rõ ràng. Có lẽ là do một cơn đột quỵ mà được chứng thực là đã khiến cho Caligula trở nên kì cục. Antiochus vốn là một người tâm phúc của Caligula, ông và vua Agrippa I được nói đến như là những thầy dạy của hoàng đế về nghệ thuật của chế độ độc tài. Tuy nhiên, tình bạn này lại không kéo dài được lâu vì sau đó ông đã bị Caligula lật đổ.
Antiochus đã không có được vương quốc của mình một lần nữa cho đến khi Claudius lên ngôi hoàng đế vào năm 41 CN . Trong năm 43, người con trai cả của ông, Gaius Julius Archelaus Antiochus Epiphanes, đã đính hôn với Drusilla, con gái của Agrippa I. Ngoài Epiphanes, Antiochus cũng có hai người con với Iotapa: Callinicus và Iotapa trẻ. Vào năm 53 Antiochus đã dập tắt một cuộc nổi dậy của một số bộ lạc man rợ ở Cilicia, được gọi là Clitae. Vào năm 55 CN, ông đã nhận được mệnh lệnh từ Hoàng đế La Mã Nero, ra lệnh cho ông tuyển mộ quân đội để tiến hành cuộc chiến chống lại người Parthia, và vào năm 59 ông đã phục vụ dưới quyền của tướng Gnaeus Domitius Corbulo trong cuộc chiến chống lại vua Tiridates I của Armenia, em trai của vua Parthia, Vologases I. Nhờ vào sự phụng sự của mình trong cuộc chiến này, trong năm 61, ông đã nhận được một phần của Armenia.
Ông đã đứng về phía Hoàng đế La Mã Vespasianus sau khi ông ta được tuyên bố là hoàng đế vào năm 70; Và sau đó ông được nhắc đến như là người giàu nhất của các vị vua chư hầu Trong cùng năm đó ông đã phái một đội quân dưới chỉ huy của Epiphanes-con trai ông- tới hỗ trợ cho hoàng tử Titus trong cuộc bao vây Jerusalem  Trong thời gian trị vì của mình, ông đã thành lập các thành phố sau đây: Germanicopolis, Iotapa và Neronias
Tuy nhiên, sự cai trị Antiochus đã đi đến hồi kết chỉ hai năm sau đó vào năm 72, khi ông bị viên thống đốc của Syria, Lucius Caesennius Paetus, buộc tội là đã âm mưu với người Parthia chống lại người La Mã. Do đó ông đã bị tước mất vương quốc của mình. Hai người con trai Antiochus, Epiphanes và Callinicus, dã chạy trốn sang Parthia sau một cuộc giao tranh ngắn với quân đội La Mã. Bản thân Antiochus đầu tiên lui về Sparta, và sau đó đến Roma, tại đây ông dành phần đời còn lại mình với những người con trai của ông,Epiphanes và Callinicus, và đã được đối đãi với sự kính trọng lớn. Một trong số những người cháu nội của Antiochus và Iotapa là Philopappos, một công dân Athens xuất chúng, sống ở Hy Lạp vào giữa thế kỷ thứ 1 tới thế kỷ thứ 2.